# Улица Мустая Карима (Москва)
Улица Муста́я Кари́ма — улица в Даниловском районе Южного административного округа города Москвы.

## Происхождение названия
Несколько проектируемых проездов были объединены в улицу Мустая Карима в январе 2018 года. Улица названа в честь народного башкирского поэта, писателя и драматурга Мустая Карима (1919—2005). Решение было принято в канун 100-летия Мустая Карима и Республики Башкортостан.

## Описание
Улица начинается вблизи станции метро «Технопарк», продолжая проспект Лихачёва, проходит на северо-восток, затем поворачивает на юг и проходит вдоль Замоскворецкой линии метрополитена параллельно проспекту Андропова. Выходит на проектируемый проезд № 4062 у берега Нагатинского спрямления Москвы-реки. В ноябре 2019 года участок улицы вдоль линии метро перенесён дальше от проспекта Андропова из-за передачи земельного участка автопарку и проходит по бывшему проектируемому проезду № 7028. Автомобильный проезд из-за этого от набережной вдоль Нагатинского моста закрыт.

## Попытка присвоения названия улицы в Зябликове
Первоначально летом 2017 года улицей Мустая Карима должен был стать безымянный внутридворовый проезд в районе Зябликово, проходящий параллельно Ореховому проезду от Шипиловской улицы до Орехового бульвара в связи с расположением на юго-востоке Москвы («по направлению к Башкирии», если смотреть из центра города) и близостью с улицей Мусы Джалиля. Решение было принято на заседании Городской межведомственной комиссии по наименованию территориальных единиц, улиц, станций метрополитена, организаций и других объектов Москвы по ходатайству Литературного института имени А. М. Горького и Фонда имени Мустая Карима. Об этом стало известно СМИ, и вскоре ещё не появившуюся улицу добавили на сервис Яндекс.Карты пользователи редактора, из-за чего по ней стали ездить автомобили с большой скоростью.
В октябре 2017 года жителями домов на проезде был организован митинг против наименования проезда и превращения его в полноценную улицу. Его осветили корреспонденты телеканала «Москва 24». После выхода примерно в одно и то же время статей журналистки Кристины Оленёвой, работавшей на телеканале, об этой проблеме и о проблемах с вентиляцией в Московском метрополитене, первая была уволена, а статьи удалены.

## Транспорт
- На улице расположена станция метро «Технопарк» Замоскворецкой линии.

### Наземный общественный транспорт
- Автобус 831  ЗИЛ —  Технопарк —  Кожуховская